# Croix de cimetière de Pluherlin
La Croix du cimetière de Pluherlin est située  sur un appentis du cimetière de  Pluherlin dans le Morbihan.

## Historique
La croix du cimetière de Pluherlin fait l’objet d’une inscription au titre des monuments historiques depuis le 13 mai 1937.

## Architecture
Placée au-dessus de la porte de l'appentis, la croix aux bras pattés présente un christ aux membres démesurés.